# New Brunswick Route 7
Die New Brunswick Route 7 ist ein Highway in der kanadischen Provinz New Brunswick. Die Route beginnt in Fredericton und endet in Saint John. Sie ist Bestandteil des National Highway Systems, dort dient die Route als Core-Route. Die gesamte Strecke ist als Freeway ausgebaut.

## Verlauf
Die Route beginnt in Fredericton, der Hauptstadt der Provinz, südlich der Stadtmitte, sie kreuzt unmittelbar nach dem Beginn Route 8. Nach knapp 6 km trifft sie auf die Route 2 und verläuft über etwa 8 km gemeinsam mit dieser in östlicher Richtung. Südlich von Oromocto trennen sich die beiden Highways wieder, Route 7 verläuft nach Süden hin. Sie führt durch den Truppenübungsplatz CFB Gagetown hindurch und verlässt diesen wieder bei Welsford. Weiter nach Süden verlaufend trifft die Route westlich von Saint John auf Route 1 und endet dort.